# تپه سردر
تپه سردر مربوط به دوران‌های تاریخی پس از اسلام است و در شهرستان بیرجند، دهستان القورات، روستای سریجان واقع شده و این اثر در تاریخ ۱۹ اسفند ۱۳۸۰ با شمارهٔ ثبت ۴۷۹۱ به‌عنوان یکی از آثار ملی ایران به ثبت رسیده است.